# Kenneth Nelson
Kenneth Nelson – jamajski bokser, srebrny medalista igrzysk Ameryki Środkowej i Karaibów w San Juan z roku 1966.

## Kariera
W 1966 roku Nelson zajął drugie miejsce w kategorii lekkopółśredniej na igrzyskach Ameryki Środkowej i Karaibów, które rozgrywane były w San Juan. W finale rywalem Jamajczyka był Wenezuelczyk Guillermo Salcedo, który wygrał na punkty, zdobywając złoty medal.